# Xanthopastis
Xanthopastis là một chi bướm đêm thuộc họ Noctuidae.

## Loài
- Xanthopastis timais (Cramer, [1780])